# Sant'Arcangelo (Magione)
Sant'Arcangelo sul Trasimeno è una frazione di 955 abitanti del comune di Magione collocato tra il monte Marzolana e la sponda sud del lago Trasimeno.

## Storia
Fino al XV secolo Sant'Arcangelo non esisteva; con questa denominazione ci si riferiva all'antica Abbazia costruita su un contrafforte del monte Marzolana a metà del versante che guarda verso il lago Trasimeno. Prima di quel periodo le costruzioni storiche attestavano la presenza di un insediamento abitativo in località la Frusta. Tale vocabolo anticamente si chiamava Ancaiello o Alancaiello, dal nome della piccola chiesa consacrata a “Santa Maria d'Ancajelle” detta oggi “d'Ancaelle”. L'insediamento più antico contava poche case di pescatori, il pontile d'uso dei medesimi ed un locale di ristoro, ritrovo di briganti e malandrini, che non a caso si chiamava l'Hosteriaccia. Il luogo era raggiungibile attraverso una strada con fondo accidentato detta Sferracavallo; la costruzione della strada statale risale invece alla fine dell'Ottocento.
Nel secolo XV, grazie all'effetto regolatore sul livello delle acque del lago Trasimeno esercitato dalla cava di Braccio, molte aree coltivabili rimasero scoperte anche nella zona di Sant'Arcangelo e furono offerte in colonia perpetua, a buone condizioni fiscali, a chiunque volesse coltivarle. Un siffatto provvedimento aveva lo scopo di porre rimedio ai gravi danni derivanti dall'improduttività del luogo. Tuttavia i terreni rimasero incolti ancora per molto tempo, e ad approfittarne saranno, secondo la ricostruzione storica, un gruppo di viandanti di ritorno dal Giubileo di Roma. Essi si stanziarono nel luogo, dando origine all'attuale popolazione. Il paese è ricordato nelle cronache storiche per un fatto avvenuto nel dicembre 1447, quando Andreola Paulli, madre del Pontefice Niccolò V, insieme alla figlia pernottò nel piccolo paese di ritorno da Firenze, ospite di Cosimo de' Medici.

## L'Abbazia di Sant'Arcangelo
La Badia, così come viene chiamata dagli abitanti del luogo, ha origini antichissime. La sua presenza è documentata sin dal 1115, quando il pontefice Pasquale II ne conferma la proprietà al monastero perugino di San Pietro. Verso la metà del XII secolo ne divenne comproprietario il monastero di Santa Maria di Farneta in Val di Chiana. Attorno all'Abbazia di Sant'Arcangelo già nei secoli XII e XIII si era formato un insediamento abitativo sparso (loc. Case Sparse). Da fonti storiche, risulta che nel 1282 vennero censiti 22 fuochi che formavano una popolazione tra le 88 e le 100 unità. L'Abbazia raggiunse il suo massimo splendore nel XIV secolo, quando si rese indipendente e le fu assegnato il proprio Abate. All'inizio del secolo successivo a causa di peste, malaria e carestie, l'edificio abbaziale e la zona circostante vennero abbandonate, fu allora che il Papa Martino V la diede a Monsignor Guidalotti, fondatore del collegio della Sapienza Nuova di Perugia per unirla agli altri beni in possesso dell'ente religioso. Attualmente l'Abbazia è di proprietà privata (Abbadia).

## Economia
Sant'Arcangelo presenta un livello di sviluppo che si basa soprattutto sulla produzione artigianale e sul terziario, che si è affermato sia a livello locale che nei centri vicini, ed il turismo.

## Monumenti e luoghi d'interesse
La frazione appartiene a quei paesi che nel loro genere si discostano molto da quello che comunemente si intende come centro abitato. Sin dalle sue origini ha preso forma in maniera del tutto particolare, non assumendo infatti l'aspetto di un singolo nucleo abitativo, ma sviluppandosi in diverse aree abitate che poi sono diventate Borghi, meglio detti “Vocaboli”. Pur rimanendo all'interno del nuovo agglomerato abitativo, che si è sviluppato in prevalenza verso il lago e precisamente lungo la strada statale che lo attraversa, i borghi hanno conservato ben distinte nel tempo le loro peculiarità. In parte disabitati durante il periodo invernale, nella bella stagione si animano per la presenza di numerosi ospiti.
Gli angoli di alcuni borghi nascondono anche delle bellezze di particolare interesse architettonico, come la torre Colombaia presente presso i Bartocciami del 1611, o la cappella di San Giovanni ai Baldami, edificata nel 1763. Ma un interesse particolare va rivolto alla chiesa di Santa Maria di Ancaelle in località La Frusta, una piccola chiesa del XIII secolo, all'interno della quale si può osservare una preziosa tavola raffigurante la “Madonna con il Bambino in braccio” del XIII secolo, nonché degli affreschi attribuiti a Giovanni Battista Caporali, del XII secolo. Al suo interno inoltre si segnala una fonte battesimale del 1527 e un'acquasantiera, poggiante su un monolite di probabili origini etrusche.
Al centro del paese si trova poi la chiesa parrocchiale costruita nel 1966 ed in seguito ristrutturata nella facciata, dove si può osservare una scultura in ceramica dell'artista Bruno Orfei, rappresentante il San Michele Arcangelo; all'interno della chiesa è altresì possibile ammirare alcuni affreschi del pittore Beccaccio che rappresentano la resurrezione di Gesù.
Da ricordare è anche la chiesa del Montivalle presente nella località omonima. Sant'Arcangelo è inoltre circondato dal bosco della Marzolana (situato a 586 metri sul livello del mare), che si estende per oltre 140 ettari con una vegetazione molto ricca, costituita da querce, cerri, corbezzoli e lecci. Per il paese, il bosco costituisce una preziosa risorsa per la legna ed i frutti del sottobosco. Attraverso i suoi sentieri, che possono essere percorsi a piedi o in mountain bike, si raggiungono diversi punti di osservazione dove si può ammirare il Lago Trasimeno.
Sant'Arcangelo dispone inoltre di un piccolo molo sul lago, conosciuto come luogo di approdo degli ebrei in fuga dall'Isola Maggiore nel giugno 1944 durante la seconda guerra mondiale, e salito nuovamente alle cronache nel 1985, in occasione del misterioso ritrovamento del cadavere del gastroenterologo Francesco Narducci, legato alle vicende giudiziarie del Mostro di Firenze.

## Turismo
Sant'Arcangelo si trova in una posizione strategica dal punto di vista logistico e paesaggistico. Dopo aver percorso il lungo viale alberato che porta al molo è possibile scorgere in tutta la sua interezza l'Isola Polvese. Nella vecchia darsena dei pescatori è possibile ormeggiare piccole imbarcazioni da diporto per raggiungere facilmente l'isola e tutte le altre mete fruibili. La darsena è famosa per i suoi tramonti, dato il particolare orientamento rivolto a sud. Alle spalle del paese vi è il monte Marzolana, uno dei maggiori rilievi affaccianti sulle coste del lago Trasimeno, noto per i numerosi itinerari escursionistici da effettuarsi a piedi oppure in bicicletta. In bicicletta è anche possibile costeggiare tutto il lago Trasimeno, dato che l'anello ciclabile passa all'interno del paese. Vicino al molo vi sono inoltre alcuni campeggi ad elevata ricettività, dotati di servizi di ristorazione, piscine e sbocco sul lago. Sono presenti nel paese anche numerosi agriturismi e B&B, nonché svariate attività di ristorazione. Il paese è immerso nella natura tra boschi di macchia mediterranea, uliveti e campi coltivati. Il silenzio è dominante, dato che non vi sono superstrade o ferrovie limitrofe, che invece passano più a nord. Numerosi gli animali che si possono incontrare anche alla luce del giorno (tassi, istrici, lepri, cinghiali, volpi) ad attestare la tranquillità del luogo.